# Orbicularis-oris-Reflex
Der Orbicularis-oris-Reflex (Schnauzreflex) ist ein Reflex, der zum Nachweis von Störungen des oberen Motoneurons, der Nervenbahnen zwischen Pons und Großhirnrinde und anderer hirnorganischer Störungen verwendet wird. Physiologisch tritt der Reflex im Säuglingsalter auf. Zur Reflexauslösung wird dabei das Gesicht oberhalb des Mundwinkels beklopft. Bei Säuglingen und Patienten mit den genannten Schädigungen kommt es zu einer Kontraktion des Musculus orbicularis oris und damit zur Vorwölbung der Lippen. Bei Gesunden und bei Personen mit Schäden des unteren Motoneurons ist der Reflex nicht auslösbar. Der zum Gehirn führende Schenkel (afferente) des Reflexbogens ist der Nervus trigeminus, der zum Muskel ziehende (efferente) der Nervus facialis.